# Aristogeitonia
Aristogeitonia là một chi thực vật có hoa trong họ Picrodendraceae.

## Loài
Chi Aristogeitonia gồm các loài: